# روشویی

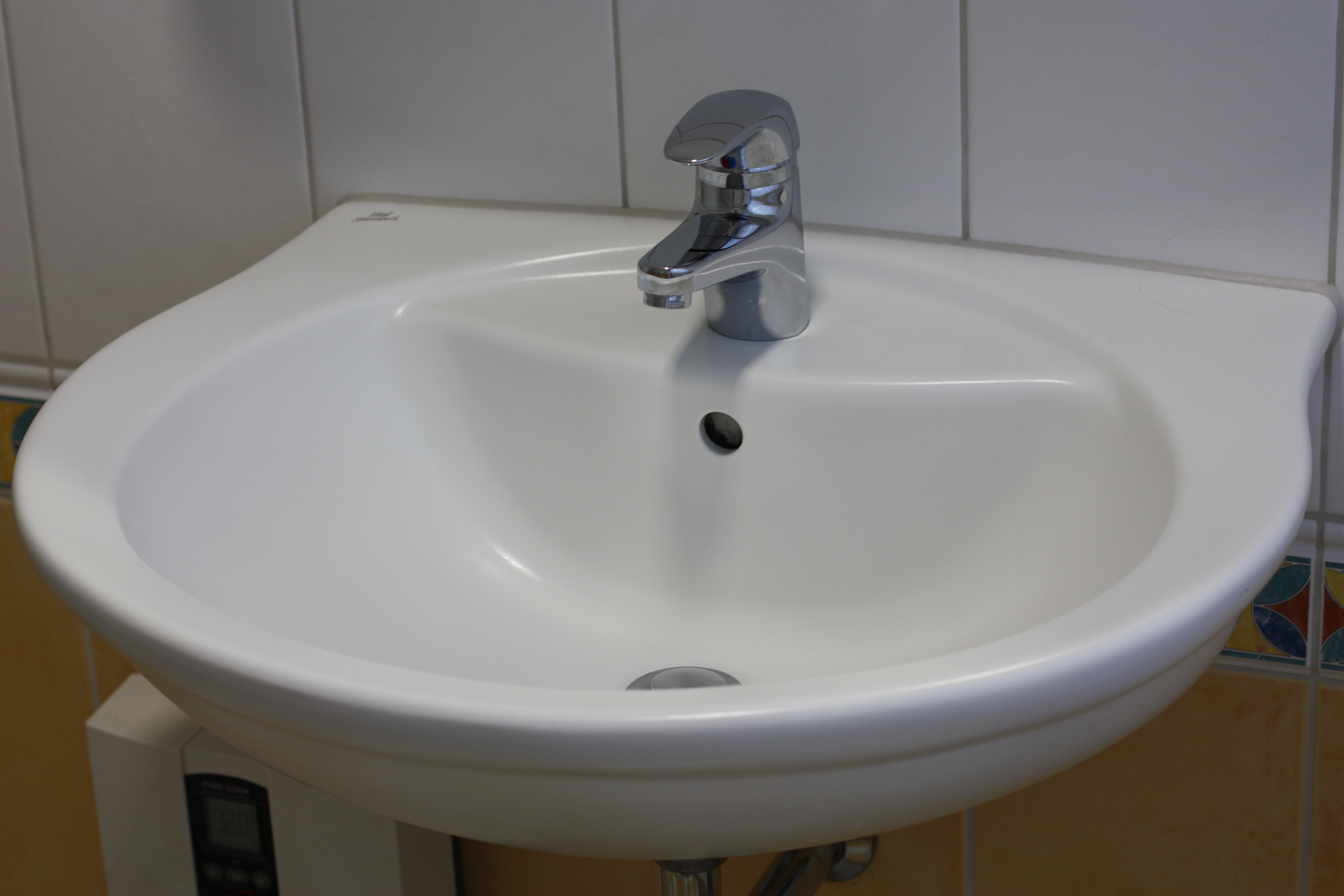
تصویر لگن روشویی

روشویی یا دستشویی لگنی است از جنسی مانند سرامیک یا فلز که شیر آبی بالای آن کار گذاشته می‌شود و برای شستن دست و رو به کار می‌رود. روشویی در هر جایی که به آن نیاز باشد ساخته می‌شود به‌ویژه کنار توالت. در زبان انگلیسی آن را باسین (basin) می‌نامند.

## نام
در ایران به این فضا و لگن کارگذاشته‌شده در آن دست‌شویی می‌گفته‌اند و هنوز هم می‌گویند. روشن است که واژهٔ دست‌شویی به محل شستن دست اشاره دارد؛ ولی بعدها دستشویی از روی مجاز به کل مجموعهٔ توالت و محل شستن دست گفته شد و سپس‌تر برای پرهیز از گفتن واژه‌های آبریزگاه، مستراح یا توالت، از همین واژهٔ دست‌شویی برای اشاره به معنای توالت بهره گرفته شد.
بنابر این، اکنون در ایران برای نامیدن جایی که در آن تنها دست و رو را می‌شویند از واژهٔ روشویی بهره می‌برند. این واژه که شاید در بازار ساخته شده، به‌تازگی در ایران رایج گشته و در ساخت آن دوباره مانند واژهٔ دست‌شویی به عبارت فارسی «شستن دست و رو» نظر داشته‌اند، ولی این بار به جای دست از بخش رو در ساخت واژهٔ روشویی بهره جسته‌اند.

## روشویی کابینتی
نسل جدید روشویی‌ها که ابتدا در خارج از کشور طراحی و استفاده شد و اکنون به صورت بسیار فراگیر و با سرعت بالا در حال استفاده و ارتقاء یافتن در داخل کشور است روشویی‌های کابینتی هستند.
روشویی‌های کابینتی که بیشتر از متریال‌هایی همچون چوب، پی وی سی، سنگ مصنوعی کورین و کوارتز ساخته می‌شوند با قیمتی بالاتر از روشویی‌های از جنس قدیمی تر که چینی بودند تولید می‌شوند. با توجه به زیبایی و هزینه بالاتر، در طراحی دکوراسیون‌های داخلی ساختمان‌های مدرن از این نوع روشویی‌ها خیلی بیشتر از سایر مدل‌های قدیمی تر استفاده می‌شود.
این نوع از روشویی‌ها در دسته کالاهای لوکس ساختمانی قرار می‌گیرند. مشخصه‌های بارز این محصولات ضدآب بودن و تنوع رنگی بسیار بالای آن هاست.
روشویی‌های کابینتی معمولاً دارای نوعی جعبه در اطراف خود هستند که اصطلاحاً به آن‌ها باکس کناری گفته می‌شود که برای قرار دادن لوازم بهداشتی کوچک از آن‌ها استفاده می‌شود.

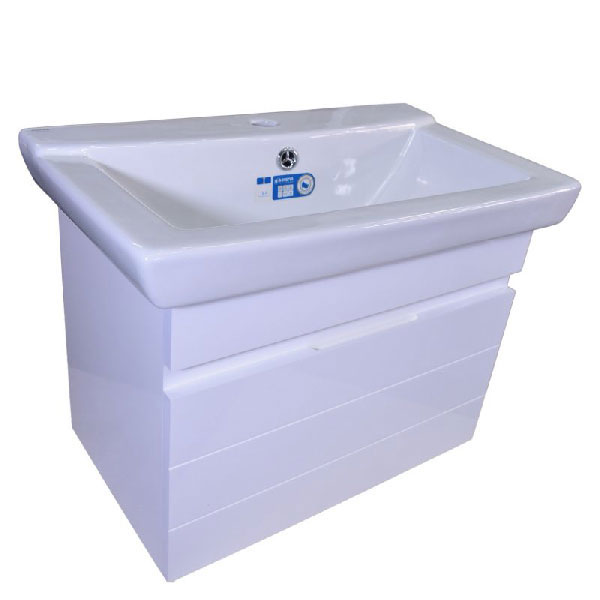
روشویی کابینتی

از فضای کابینتی آن‌ها هم که معمولاً در زیر کاسه روشویی تعبیه می‌شود برای قرار دادن حوله‌ها و دستمالها و لوازم بهداشتی بزرگتر استفاده می‌شود.

## نگارخانه

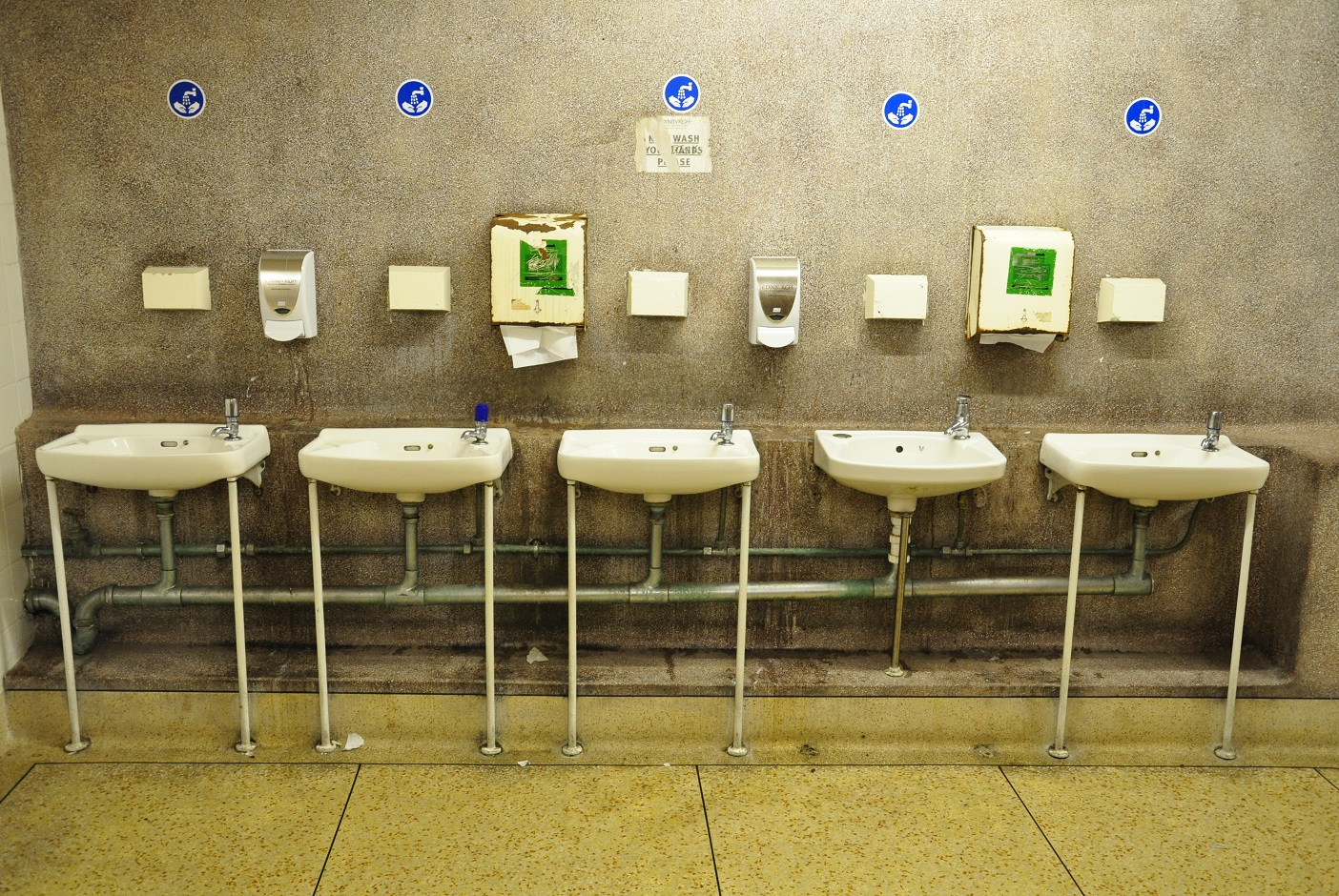
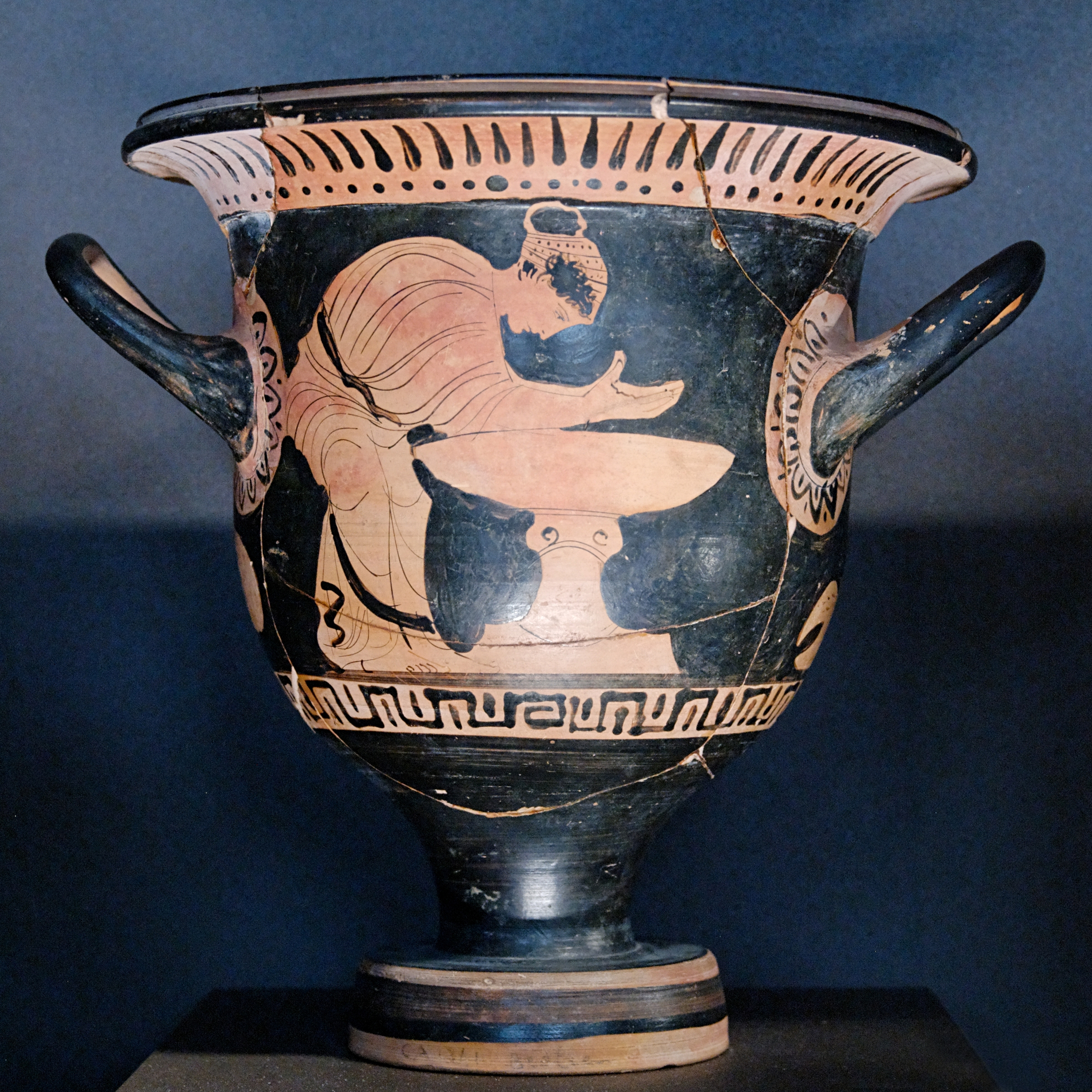
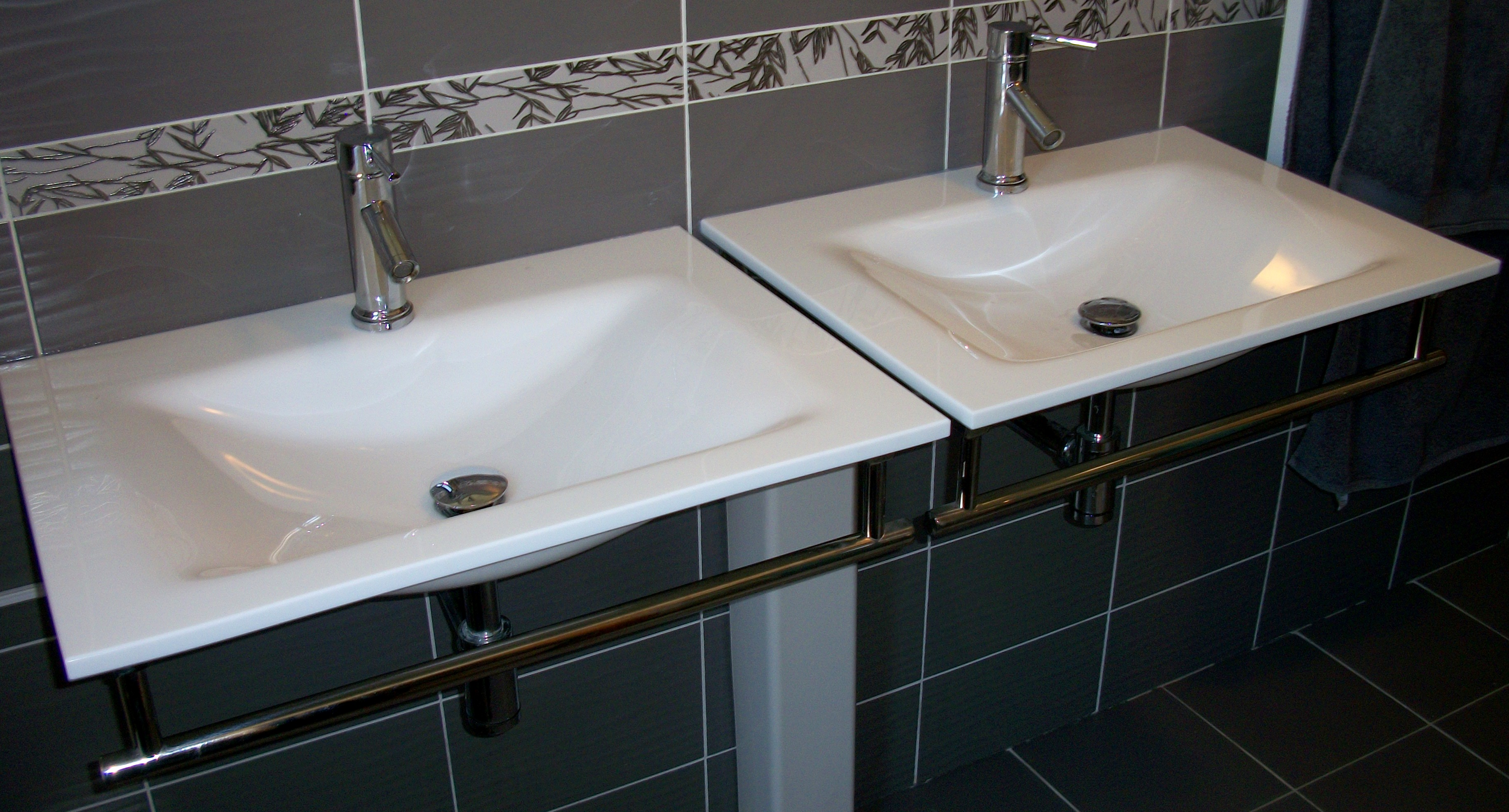
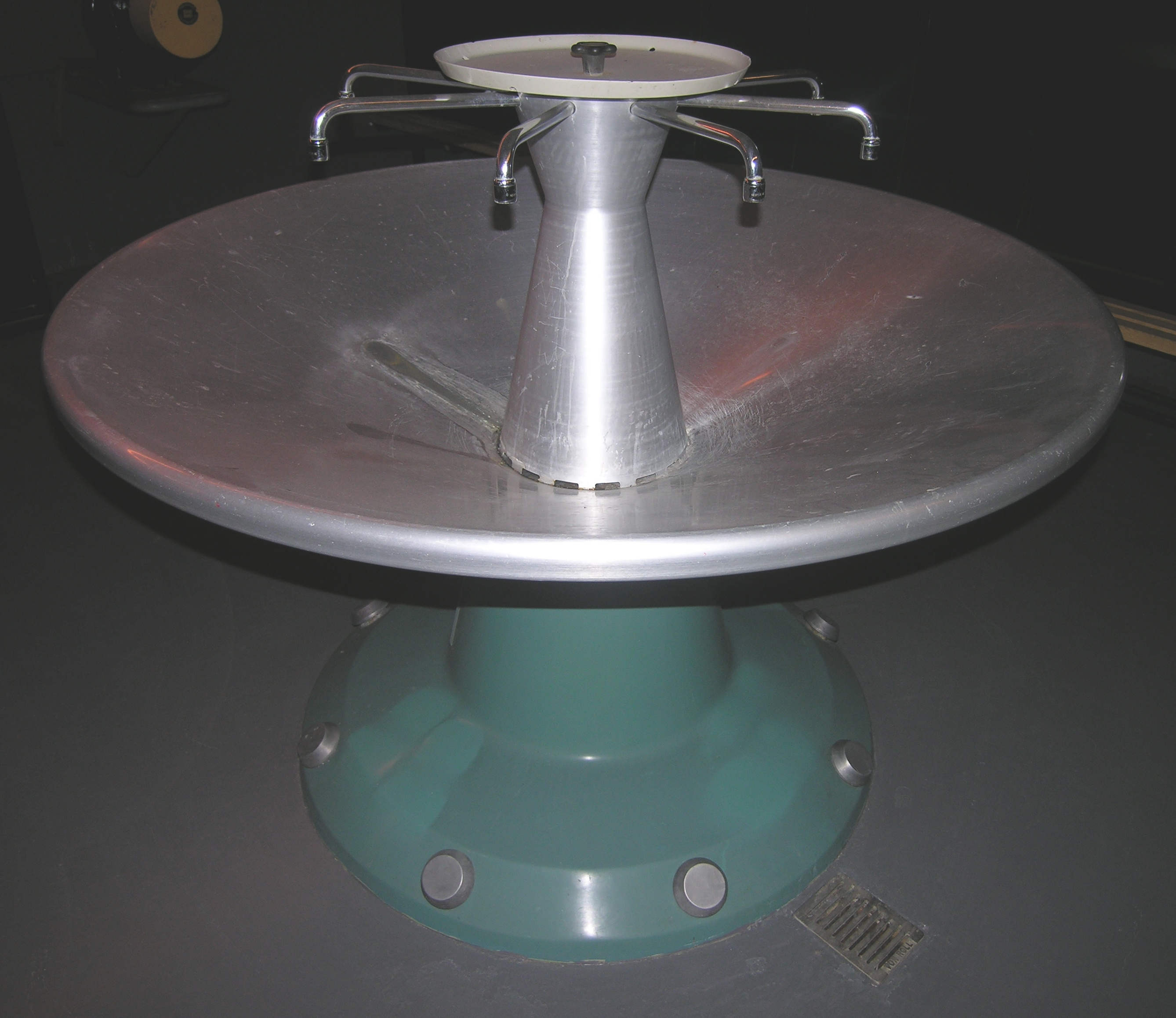

1. ↑  «راهنمای انتخاب سنگ روشویی». ۱۰ می ۲۰۱۸.